# Naşīrābād-e Soflá
Naşīrābād-e Soflá är en ort i Iran.   Den ligger i provinsen Östazarbaijan, i den nordvästra delen av landet, 400 km väster om huvudstaden Teheran. Naşīrābād-e Soflá ligger 1 784 meter över havet och antalet invånare är 730.
Terrängen runt Naşīrābād-e Soflá är kuperad. Runt Naşīrābād-e Soflá är det ganska glesbefolkat, med 22 invånare per kvadratkilometer. Närmaste större samhälle är Ḩasan Kandī, 17,5 km norr om Naşīrābād-e Soflá. Trakten runt Naşīrābād-e Soflá består i huvudsak av gräsmarker.